# Dominique Monami
Dominique Monami (Verviers, 31 maggio 1973) è un'ex tennista belga.

## Biografia
Nel 1995 si sposò con il suo allenatore, Bart Van Roost, con cui ebbe una figlia. Decise quindi di giocare con il cognome acquisito di suo marito, ma dopo il divorzio avvenuto nel 2003 ritornò al suo cognome originale.
Nel 1996 giunse in finale al BGL-BNP Paribas Open Luxembourg in coppia con Barbara Rittner, perse contro Kristie Boogert e Nathalie Tauziat. Nello stesso anno vinse il doppio al ASB Classic esibendosi con Janette Husárová sconfisse Aleksandra Olsza e Elena Wagner con il punteggio di 6-2, 6-7, 6-3. Nel ranking raggiunse la 9ª posizione il 12 ottobre del 1998.
Nel 1999 giunse ai quarti di finale all'Australian Open 1999, venendo eliminata da Amélie Mauresmo. Nel 2000, ai Giochi della XXVII Olimpiade di Sydney, ottenne una medaglia di bronzo in coppia con la connazionale Els Callens. Sempre nel 2000 venne sconfitta in finale da Julie Halard-Decugis all'AEGON International.

## Statistiche

### Risultati in progressione
| Sigla | Risultato               |
| ----- | ----------------------- |
| V     | Vincitore               |
| F     | Finalista               |
| SF    | Semifinalista           |
| O     | Oro olimpico            |
| A     | Argento olimpico        |
| SF    | Bronzo olimpico         |
| QF    | Quarti di Finale        |
| 4T    | Quarto turno            |
| 3T    | Terzo turno             |
| 2T    | Secondo turno           |
| 1T    | Primo turno             |
| RR    | Round Robin             |
| LQ    | Turno di qualificazione |
| A     | Assente                 |
| ND    | Non disputato           |

| Legenda superfici    |
| -------------------- |
| Cemento              |
| Terra battuta        |
| Erba                 |
| Superficie variabile |

#### Singolare nei tornei del Grande Slam
| Torneo          | 1991 | 1992 | 1993 | 1994 | 1995 | 1996 | 1997 | 1998 | 1999 | 2000 |
| --------------- | ---- | ---- | ---- | ---- | ---- | ---- | ---- | ---- | ---- | ---- |
| Australian Open | A    | 4T   | 2T   | 1T   | A    | 1T   | QF   | 3T   | QF   | 2T   |
| Open di Francia | A    | 1T   | 1T   | 1T   | 2T   | 1T   | 3T   | 3T   | 1T   | 2T   |
| Wimbledon       | A    | 1T   | 1T   | 3T   | 2T   | 3T   | 1T   | 4T   | 4T   | 1T   |
| US Open         | 3T   | 2T   | 2T   | 1T   | 2T   | 1T   | 1T   | 3T   | 3T   | 2T   |

#### Doppio nei tornei del Grande Slam
| Torneo          | 1991 | 1992 | 1993 | 1994 | 1995 | 1996 | 1997 | 1998 | 1999 | 2000 |
| --------------- | ---- | ---- | ---- | ---- | ---- | ---- | ---- | ---- | ---- | ---- |
| Australian Open | A    | A    | A    | 1T   | 1T   | 1T   | A    | 2T   | QF   | QF   |
| Open di Francia | A    | A    | A    | 1T   | 1T   | 1T   | 1T   | 2T   | 3T   | 2T   |
| Wimbledon       | A    | A    | A    | 1T   | 1T   | 1T   | 2T   | 3T   | 3T   | 3T   |
| US Open         | A    | A    | 1T   | 1T   | 1T   | 1T   | 1T   | 2T   | 2T   | SF   |

#### Doppio misto nei tornei del Grande Slam
| Torneo          | 1991 | 1992 | 1993 | 1994 | 1995 | 1996 | 1997 | 1998 | 1999 | 2000 |
| --------------- | ---- | ---- | ---- | ---- | ---- | ---- | ---- | ---- | ---- | ---- |
| Australian Open | A    | A    | A    | A    | A    | A    | A    | A    | A    | A    |
| Open di Francia | A    | A    | A    | A    | A    | A    | A    | A    | 2T   | 1T   |
| Wimbledon       | A    | A    | A    | 3T   | 2T   | A    | 1T   | 2T   | 1T   | 3T   |
| US Open         | A    | A    | A    | A    | A    | A    | A    | 1T   | A    | A    |

## Vittorie contro giocatrici Top 10
| Stagione | 1997 | 1998 | 1999 | 2000 | Totale |
| Vittorie | 3    | 5    | 2    | 2    | 12     |

| #    | Giocatrice                  | Ranking | Evento                                              | Superficie    | Turno | Punteggio        | Rank. DMR |
| ---- | --------------------------- | ------- | --------------------------------------------------- | ------------- | ----- | ---------------- | --------- |
| 1997 |                             |         |                                                     |               |       |                  |           |
| 1.   | Arantxa Sánchez Vicario (1) | 3       | Australian Open, Melbourne                          | Cemento       | 3T    | 1-6, 6-4, 8-6    | 43        |
| 2.   | Arantxa Sánchez Vicario (2) | 9       | European Indoors, Zurigo                            | Sintetico (i) | 1T    | 7-5, 5-7, 6-4    | 29        |
| 3.   | Irina Spîrlea               | 7       | Kremlin Cup, Mosca                                  | Sintetico (i) | QF    | 6-2, 6-4         | 23        |
| 1998 |                             |         |                                                     |               |       |                  |           |
| 4.   | Iva Majoli (1)              | 5       | Open Gaz de France, Parigi                          | Sintetico (i) | QF    | 7-5, 6-3         | 21        |
| 5.   | Iva Majoli (2)              | 8       | EA-Generali Ladies Linz, Linz                       | Cemento (i)   | SF    | 5-2 rit.         | 16        |
| 6.   | Venus Williams              | 5       | Porsche Tennis Grand Prix, Filderstadt              | Cemento (i)   | 2T    | 6-1, 6-2         | 12        |
| 7.   | Martina Hingis              | 1       | Porsche Tennis Grand Prix, Filderstadt              | Cemento (i)   | QF    | 6-3, 6(5)-7, 6-4 | 12        |
| 8.   | Conchita Martínez           | 9       | WTA Tour Championships, New York                    | Sintetico (i) | 1T    | 7-6(4), 6-2      | 11        |
| 1999 |                             |         |                                                     |               |       |                  |           |
| 9.   | Nathalie Tauziat            | 9       | Internazionali d'Italia, Roma                       | Terra rossa   | 3T    | 6-4, 7-6(2)      | 15        |
| 10.  | Julie Halard-Decugis        | 9       | Kremlin Cup, Mosca                                  | Sintetico (i) | QF    | 6-1, 4-6, 6-1    | 12        |
| 2000 |                             |         |                                                     |               |       |                  |           |
| 11.  | Lindsay Davenport (1)       | 2       | Open di Francia, Parigi                             | Terra rossa   | 1T    | 6(5)-7, 6-4, 6-3 | 22        |
| 12.  | Lindsay Davenport (2)       | 2       | Direct Line International Championships, Eastbourne | Erba          | QF    | 4-6, 6-4, 6-4    | 16        |